# Björlanda
Björlanda – miejscowość (tätort) w Szwecji, w regionie administracyjnym (län) Västra Götaland, w gminie Göteborg.
Według danych Szwedzkiego Urzędu Statystycznego liczba ludności wyniosła: 23 088 (31 grudnia 2015), 1126 (31 grudnia 2018) i 1119 (31 grudnia 2019).